# NGC 5814
NGC 5814 је спирална галаксија у сазвежђу Девица која се налази на NGC листи објеката дубоког неба.
Деклинација објекта је + 1° 38' 14" а ректасцензија 15h 1m 21,1s. Привидна величина (магнитуда) објекта NGC 5814 износи 13,9 а фотографска магнитуда 14,7. NGC 5814 је још познат и под ознакама MCG 0-38-17, CGCG 20-46, IRAS 14588+0149, PGC 53653.